# 八甲田山死の彷徨
『八甲田山死の彷徨』（はっこうださんしのほうこう）は、多数の犠牲者を出した青森県八甲田山における山岳遭難事故（八甲田雪中行軍遭難事件）を題材として新田次郎が執筆した山岳小説である。1971年（昭和46年）9月、新潮社より書き下ろしで刊行された。1978年（昭和53年）2月、新潮文庫版が刊行された。
1977年（昭和52年）に『八甲田山』のタイトルで映画化され（高倉健、緒形拳、北大路欣也主演）、翌1978年（昭和53年）に（TBSテレビ系列）でテレビドラマ化された（全6回、1978年4月4日～5月9日）。

## 概要
日露戦争直前の1902年（明治35年）に、ロシアとの戦争に備えた寒冷地における戦闘の予行演習として、また陸奥湾沿いの青森から弘前への補給路をロシアの艦砲射撃によって破壊された場合を想定して、日本陸軍が八甲田山で行った雪中行軍の演習中に、参加部隊が記録的な寒波に由来する吹雪に遭遇し、210名中199名が死亡した八甲田雪中行軍遭難事件を題材にした山岳小説。演習当日には、北海道で史上最低気温が記録されるなど、例年の冬とは比べ物にならない寒さだったといわれている。

## 実際の事件との相違
この作品はノンフィクション小説として扱われることも多いが、実際には、事実を題材としながらも作者自身の解釈や創作が加えられたフィクションである。作品中では青森第5連隊と弘前第31連隊が共通の目的の下に協調して雪中行軍を計画したように描かれているが、これは事実ではない。実際には双方の計画は個別に立案されたもので、実施期日が偶然一致したにすぎない。また、作中で描かれる双方の指揮官の交流も新田の創作であり、両隊になんらかの情報交換があったか否かについては、現在残されている資料からは確認できない。人物描写の都合上メインとなる神田大尉（史実の神成文吉大尉）と山田少佐（史実の山口鋠少佐）の描写も、神田大尉寄りにかなり脚色されている。

## あらすじ

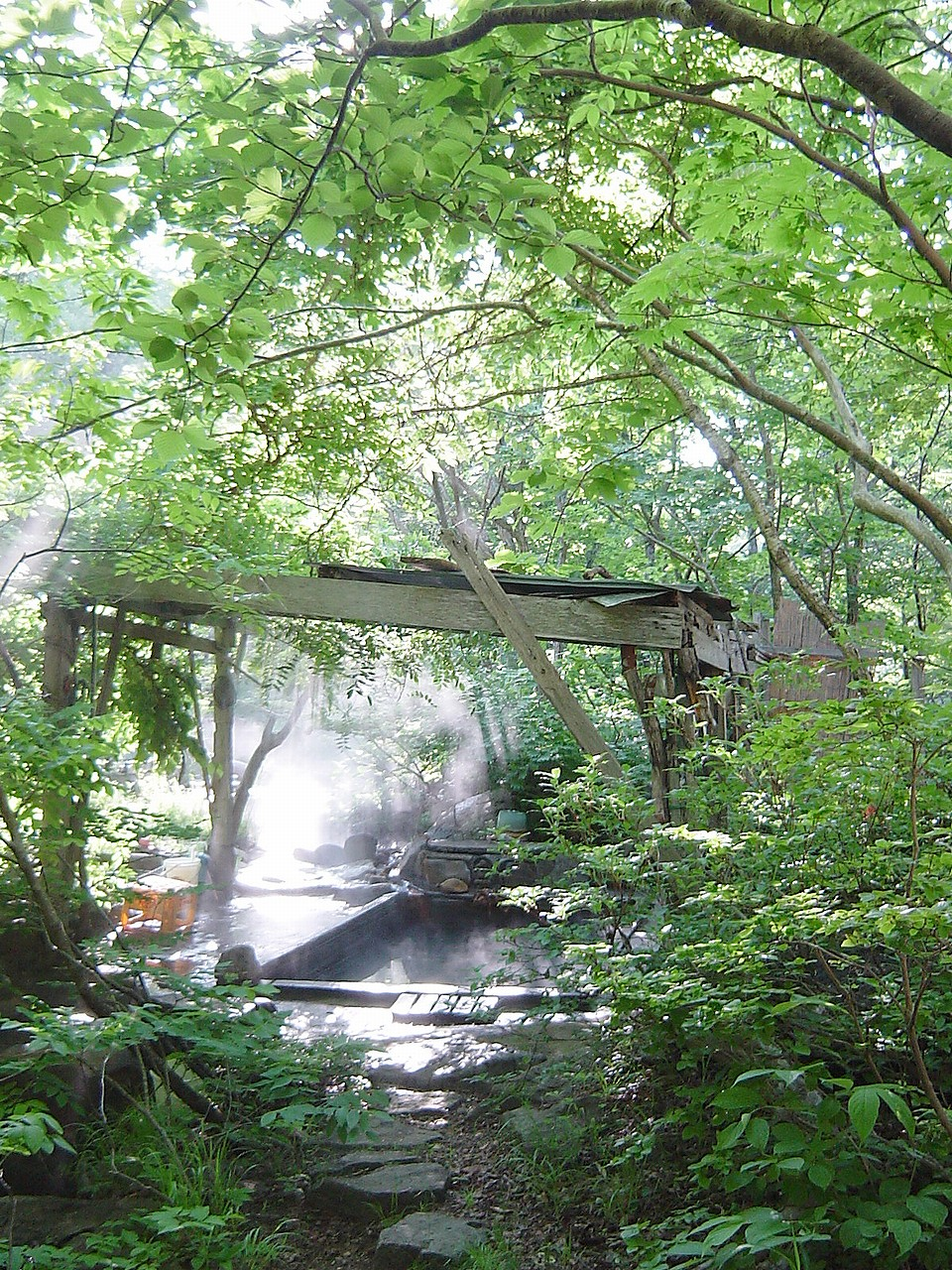
現在の田代元湯

青森歩兵第5聯隊は、中隊編成で、青森市から八甲田山に入り八甲田山中にある田代元湯（現在廃湯）に1泊、さらに野営1泊後に聯隊に帰営する雪中行軍を計画する。しかし準備と経験とを欠いた状態のまま難所に差し掛かり、猛吹雪により進路を誤り遭難した。
弘前歩兵第31聯隊は地元出身者を主体に編成され、徳島大尉は1年前に雪中行軍演習を行った経験を持っていた。綿密な下準備を行なった上で、大人数では危険な雪山で行動力が低下する恐れがあるため比較的小規模な小隊編成とし、また徴兵されて在営している兵卒は徳島大尉の従卒と八甲田山系出身者の計4名にとどめ、あとは雪山の経験があり身長制限を通過した将校・下士のみ（他に東奥日報記者が1名随行）で行軍隊を構成した。弘前市を出発し十和田湖畔を通り一旦三本木町（現十和田市）に出て、三本木町から八甲田山中を通って青森市に抜け、さらに青森市から梵珠山を走破し弘前に帰営する総距離240kmを11日で踏破する計画（ただし青森市から弘前市へのルートは第5聯隊の遭難発覚後に中止し、汽車で帰営）で、落伍者なく成功させた。ただし途中で下士官1名が転倒して足首を痛め、それまでにまとめられた報告書を託され、馬車と鉄道を乗り継いで弘前へ戻されている。

## 主な登場人物

### 青森歩兵第5聯隊
神田大尉
青森歩兵第5聯隊の中隊長で、雪中行軍の責任者。神成文吉大尉がモデル。将校に士族や華族が多い中、平民出身の彼は自らの努力により、聯隊屈指の有能な将校と認められていた。責任感ある聡明な軍人であり、徳島大尉との約束を非常に大切に思っていた。が、大隊の上官である山田少佐の不適切な干渉に抵抗することができず、悲劇を防げなかった。中隊が散開した最後には江藤伍長を送り出し、雪原で孤立した。万一生還したとしても軍を追われるであろうことに絶望し、舌を噛み切る。直接の死因ではなかったが、そのまま凍死した。
山田少佐
大隊長。山口鋠少佐がモデル。行軍計画を立てた神田大尉に対して指導的立場から助言を行うが、最終的には指揮権を奪取したも同然の形になってしまった。行軍前には第31聯隊を意識するあまり、神田大尉を急かし、充分に計画が練りこまれないまま出発させた。行軍中の命令には不適切なものが多く、深夜に突然の行軍再開を発する、進藤特務曹長の妄言を信じきって行路を間違えるなどして、中隊を遭難させることとなる。部下の犠牲によって生き残ったものの、自責の念から収容された病院で自決した。
倉田大尉
中隊長。山田少佐以下の教導将校団の一員として雪中行軍に参加。毛糸の手袋やゴム長靴など恵まれた装備を所持していたため体力の消耗が抑えられ、神田大尉や山田少佐が正常な判断ができなくなった後も冷静さを保ち、残された数少ない兵を率いて生き残った。モデルの倉石一大尉は黒溝台会戦で戦死。
永野軍医
医官。初日に多数の兵隊が食料を凍らせたことで食事が摂れないことに加えて、低気圧の襲来によって天候が悪化することを懸念して行軍の中止と撤退を進言する。山田少佐が聞き入れなかったことで結果的に彼の危惧はすべて的中してしまった。モデルの永井源吾三等軍医は最後まで隊員の治療を行いながら炭焼き小屋にたどり着くものの、倒れた隊員を救出するために再び外に出て凍死している。
三上少尉
最初に編成された救助隊の指揮を務める。雪に埋まっている江藤伍長を救出するが、自分も含め多数の隊員が凍傷に罹患し撤収を余儀なくされ、大規模な編成による捜索に切り替えることを強硬に主張する。モデルは三神定之助少尉。
江藤伍長
神田大尉と最後まで行動を共にしたが、自分はもう動けないと悟った神田大尉によって斥候を命じられる（＝自分を置いて進み、生き残れということ）。直立したまま凍りついた仮死状態で発見されるが、辛うじて意識を取り戻し、救助隊に惨劇の第一報を伝えた。村山伍長と共に山間部出身の1人であり、互いに会話する場面がいくつか見られる。結果としては村山も共に生還しており、知恵を活かしてさまざまな寒さ対策（古新聞を服に挟んで保温したり、唐辛子を靴下に入れて血行を促進するなど）を行ったことが、2人の命を救ったと言える。モデルとなった後藤房之助伍長は故郷に帰って村会議員を務め、1924年に死去。
村山伍長
最後に発見された“生存者”である。江藤と同じく山間部出身者であり、寒さ対策を心得ていた。出発前に、他隊員の冬山に対する警戒心の低さを見て、江藤伍長と共に危惧していた。田代元湯で発見された唯一の生存者であり、四肢を切断しつつも生還した。モデルは村松文哉伍長である。実際の事件においても最後の生存者で、一時危篤に陥ったが生還しており、小説においては比較的忠実な描写が為されたことがわかる。
進藤特務曹長
行軍中に現地出身ということに由来する誤った情報（「このブナの木には見覚えがある、この木からこう進めば田代へたどり着く」というような妄言）を振りまいてしまう。神田大尉は地図を見てそれが誤りだと気づくものの、山田少佐が信用してしまったため、隊はさらに迷走することとなる。中隊散開後は山田少佐と共に駒込川のほとりで救出を待つことになったが、最後は錯乱の果てに川に飛び込んで凍死。モデルは佐藤特務曹長だが、実際の佐藤が遭難にどう影響したのかは不明。出身は岩手。
長谷部一等卒
神田大尉の従卒で、弘前歩兵第31聯隊所属に所属する斉藤伍長の弟。幼いうちに養子に出されたため兄と違い雪山の知識が無かった。神田大尉の絶望の叫びを聞くと力尽きて凍死した。

### 弘前歩兵第31聯隊
徳島大尉
弘前歩兵第31聯隊の責任者。慎重かつ毅然とした指揮で、神田大尉との約束を守るために切り詰めた日程の中での八甲田山縦走を、無事に成功させる。神田大尉ならびに第5聯隊の失敗、遭難死を嘆いた。福島泰蔵大尉がモデルとなっている。ちなみに福島は日露戦争の黒溝台会戦で戦死している。
倉持見習士官
雪中の路上測図の研究を担当。行軍中、徳島大尉に何かと批判の眼を向けている。
松尾伍長
白地山からの下山時に転倒し足を負傷。隊の進行に支障をきたしたため、三本木集落で行軍から外され汽車で弘前に帰された。
斉藤伍長
青森歩兵第5聯隊に所属する長谷部一等卒の兄。行軍前から雪山経験の少ない弟に対し遭難の予感を抱き不吉な発言を繰り返す。行軍中は倉持見習士官の部下として歩測を担当。第5聯隊の日程を知らないにもかかわらず行軍中に遭難死を確信した上、実際に弟の凍死体を発見してしまう。
小山二等卒
行軍の経路の中間地にある三本木集落の出身。生家での宿泊を許され、三本木から増沢までの案内人を務めた。
西海勇次郎
東奥日報の従軍記者。弘前歩兵第31聯隊の行軍に帯同し、青森歩兵第5聯隊の事故に遭遇。遭難死した長谷部一等卒の銃を持ち帰る。モデルは実際に雪中行軍に随行した東奥日報記者の東海勇三郎。

### 民間人
相馬徳之助
小国村村長。猟師の弥兵衛と共に唐竹村から小国村まで弘前歩兵第31聯隊の案内人を務める。「夜になっても吹雪になっても案じることはございません」と自信を見せた。
弥兵衛
相馬徳之助とともに案内人を務めた猟師。案内を務めた際の天気を「冬としてはまだいいほう」「ひどい天気の時に山に入ったら生きては帰れねえ。そんな日が一冬に二、三度ある」と冬山の経験の豊富さをのぞかせた。
滝口さわ
宇樽部の開拓農民。宇樽部から戸来村まで弘前歩兵第31聯隊の案内人を務める。兵隊もひるむほどの猛吹雪にもかかわらず余裕綽々で先導を完遂し隊員の心を掴んだ。
鈴木貞夫
三本木の宿の主人。第5聯隊の行動予定の連絡を受けており、予定日を過ぎても第5聯隊が到着しないことでいち早く異変を察知する。
福沢鉄太郎
熊ノ沢の農民。他の6人と共に増沢から田茂木野まで弘前歩兵第31聯隊の案内人を務める。第5聯隊の遭難現場に遭遇した際に徳島大尉から秘密厳守を言い渡されたため、ろくな休息をとらないまま帰り道の強行軍を強いられ、凍死寸前の消耗状態で帰宅する。
氏家久蔵
熊ノ沢の農民。他の6人と共に増沢から田茂木野まで弘前歩兵第31聯隊の案内人を務める。　田茂木野で吹雪により危機に陥った際に牧場の無人小屋を探し出した。この小屋で暖を取り体力を回復したことで第31聯隊は窮地を脱する。
作右衛門
田茂木野村の老爺。行軍前の調査で訪れた神田大尉に冬山の危険を警告する。第5聯隊の通過時にも案内を申し出るが山田少佐に拒否され、これが第5聯隊全滅のきっかけとなる。
源兵衛
田茂木の村の老爺。息子が冬に田代温泉へ向かい遭難死しており、作右衛門とともに冬山の危険を警告する。

## 関連する書籍
新田次郎は作家としての活動初期の1950年代に、同じ八甲田雪中行軍遭難事件を題材とした短編小説『八甲田山』（別題名『吹雪の幻影』、掲載書籍により題名が異なる）を発表していた。
八甲田雪中行軍遭難事件については、新田の本作品に先行して、青森県の地元紙記者だった小笠原孤酒が長年にわたる資料収集や第5連隊の生還者（小原元伍長）への聞き取り調査などに基づいてまとめた書籍『吹雪の惨劇』が存在した。こちらは『八甲田山死の彷徨』とは違い、ノンフィクションを志向している。ただし、出版社を通さない私家本であるため、『八甲田山死の彷徨』に比べ知名度は低い。これを知って取材を申し入れた新田に対し、小笠原は資料提供や現地案内など多くの助力を提供した。新田もあとがきで小笠原に対する謝辞を記している。一方で、新田が作品中で遭難に至った青森第5連隊の行軍計画を「人体実験」と表現した点について、小笠原は大きなショックを受け、作品そのものについては否定的な評価を残している。小笠原の足跡などを記した書籍『八甲田死の雪中行軍真実を追う』（三上悦雄、河北新報出版センター）も存在する。
また近年の研究の成果として、（山口少佐の拳銃自殺は凍傷の指では不可能という視点から）医学的に新たな論旨を展開する松木明知『八甲田雪中行軍遭難事件の謎は解明されたか』（津軽書房、ISBN 978-4806602040）は、小説とは全く違った観点からの書籍である。

## テレビドラマ版
映画と同じ『八甲田山』のタイトルでテレビドラマ化され、1978年4月4日から5月9日まで毎週火曜日21:00 - 21:54 (JST) にTBSテレビ系列の火曜21時枠で放送された。全6回。
映画の大ヒットを受けてテレビドラマ化したもので、大竹まことなど映画版に出演した俳優が数人出演している。

### 放映リスト
- 第一話：「眼前の危機」
- 第二話：「飛雪・裏八甲田」
- 第三話：「混乱雪譜」
- 第四話：「死の彷徨」
- 第五話：「白炎燃ゆ」
- 第六話（最終話）：「終わりなき雪」

### スタッフ
- プロデューサー：大下晴義、小久保章一郎
- 演出：森川時久
- 脚本：長尾広生
- 音楽：池辺晋一郎
- 撮影：高木敏文
- 協力：大野剣友会
- 撮影協力：青森県、落合ホテル、雲谷スカイランドホテル、八甲田ロープウェー、休屋十和田荘、二本松市商工観光課、富士急安達太良観光、岳温泉山麓振興会
- 主題歌：北炭生『夢追い人』（作詞：たかたかし、作曲：池辺晋一郎、編曲：萩田光雄）
- 製作：東京映画・TBSテレビ

### キャスト
司令本部
- 友田少将：原保美
- 中林大佐：岡田英次

青森第5連隊
- 神田大尉：村野武範
- 山田少佐：高橋幸治
- 倉田大尉：目黒祐樹
- 津村中佐：木村幌
- 長谷部一等卒：倉地雄平
- 進藤特務曹長：小野武彦
- 三神少尉：安永憲司※
- 平野大尉：本多晋

弘前第31連隊
- 徳島大尉：中山仁
- 児島大佐：草薙幸二郎
- 門間少佐：小美野欣二
- 斉藤曹長：森次晃嗣
- 高畑少尉：湯沢勉
- 田原中尉：清水章吾
- 倉持見習士官：大竹まこと※
- 西海記者：入江洋祐

その他の軍人
- 高橋伍長：畠山麦
- 原田大尉：鷹巣南雄
- 大原伍長：大阪憲
- 伊藤中尉：守田比呂也
- 大原伍長：川本高大
- 曹長：十倍利春
- 村上軍医：岩田安生
- 小山二等卒：横井直樹
- 谷川特務曹長：石川十郎
- 山田輜重兵 : 佐藤輝昭(佐藤輝)
- 佐藤二等卒：杉本隆
- 兵卒：武田和章、木下幸一、越後旭、保木本克也、佐藤祐治、堀尾正明、谷一玄

案内人
- 鉄太郎：堀礼文※
- 留吉：渡辺晃三
- さわ：森下愛子

家族・周辺の人びと
- 神田はつ子：音無美紀子
- 中田きぬ：酒井和歌子
- 神田大尉長女：坂口浩子
- 神田大尉次女：大熊なぎさ
- 倉田糸子：松下砂稚子
- 源じい：今橋恒
- 門脇：小松方正
- 作左衛門：吉田義夫
- 徳島大尉と中田きぬの間の子：吉田康之

その他、加々美よう子、西川洋子、矢吹寿子、谷中洋子、川島栄吉、飯田和平、菅原司、白取雲道、臼井裕二、長谷川明男
- ナレーター：山本學

※は映画版にも出演。
| TBSテレビ系列 火曜日21時台             | TBSテレビ系列 火曜日21時台  | TBSテレビ系列 火曜日21時台                         |
| 前番組                                 | 番組名                      | 次番組                                             |
| -------------------------------------- | --------------------------- | -------------------------------------------------- |
| 晴れのち晴れ （1977.10.4 - 1978.3.28） | 八甲田山 （1978.4.4 - 5.9） | 三男三女婿一匹 (第2シリーズ) （1978.5.16 - 10.10） |

## その他
- 企業研修や大学において、リスクマネジメントやリーダー論などの経営学のケーススタディに用いられることがある。